# パイミオ・チェア
パイミオ・チェア（フィンランド語: Paimio-tuoli, 英語: Paimio chair）またはアームチェア 41 パイミオ（英語: Armchair 41 Paimio）は、フィンランドの建築家アルヴァ・アールトとその妻アイノによって設計された椅子である。単にパイミオともいう。

## 概要
パイミオのサナトリウムのために、1930年から1931年にかけて設計されたアームチェアであり、椅子の名前は、そのサナトリウムのある町、パイミオに由来する。1932年に製品化されている。
椅子の高さは64センチメートルであり、幅は60センチメートルであり、奥行きは80センチメートルである。この椅子が初めて一般に公開されたのは、1932年にヘルシンキで開催された北欧建築フォーラム (sv:Nordisk byggdag) に関連して開催された展示会においてである。
この椅子は、アールトが家具を生産・販売するために、アイノとともに設立した会社、アルテック社において主要な商品となった。アールトは、この椅子によってインテリアデザイナーとしての地位を確固たるものとした。

## 製作
アールトは、1927年から1928年にかけてマルセル・ブロイヤー (en:Marcel Breuer) が設計した鋼管製の椅子、ワシリーチェア (en:Wassily Chair) に想を得て製作した。
この椅子は、「ラメラ曲げ木」と呼ばれる技術を用いて製作された。これは、数ミリメートルの厚さにスライスされたラメラ (lamella) と呼ばれる、フィンランド産のバーチ (birch, 白樺) の長い板を、木目が同じ方向を向くようにして何枚も重ね合わせた積層合板を曲げることによって、所要の曲面をつくり出す技術である。椅子の座面および背もたれは、1枚の積層合板から構成されている。

## 関連文献
- 吉村祐樹, 小泉隆「アルヴァ・アアルトの曲げ木によるキャンチレバーチェア及びパイミオチェアの造形特徴」『デザイン研究』第67巻第4号、一般社団法人 日本デザイン学会、2021年3月、17-24頁、2022年7月3日閲覧。